# Sigmund Feist
Sigmund Feist (Magonza, 2 giugno 1865 – Copenaghen, 23 marzo 1943) è stato un linguista tedesco, professore e specialista in linguistica storica di origine ebraica.
Feist è ricordato come l'autore dell'ipotesi del substrato preindoeuropeo della lingua proto-germanica, e anche di un certo numero di documenti dedicati alla identità etnica e razziale degli ebrei. 
Nel periodo 1906-1935 lavorava come direttore degli orfani ebrei in Casa Reichenheim a Berlino. Manteneva un buon rapporto con ex alunni anche dopo che lasciavano l'orfanotrofio. Durante la prima guerra mondiale era in contatto con quelli di loro che sono stati chiamati al fronte tramite lettere. Dopo la guerra è stato pubblicato il libro dove erano raccolte tutte le 745 lettere tra Feist ed i suoi ex alunni. Tutte lettere originali si trovano in archivio a Berlino dal 1995.
Nel 1939 emigrò in Danimarca, dove morì.

## Opere
- Einführung in das Gotische (1922)
- Etymologisches Wörterbuch der gotischen Sprache (1923)
- Vergleichende Wörterbuch der Gotischen Sprache mit Einschluss des Krimgotischen und sonstiger zerstreuter Überreste des Gotischen (1923)
- Indogermanen und Germanen (1924)
- Germanen und Kelten in der antiken Überlieferung (1925)
- Stammeskunde der Juden. Die jüdischen Stämme der Erde in alter und neuer Zeit. Historisch-anthropologische Skizzen. (1925)
- Die Ethnographie der Juden (insieme a Lionel S. Reisz) (1926)
- Rassenkunde des jüdischen Volkes (1930)
- Ein Zeitgenosse Alexander des Großen über die Juden (?)